# Суский, Августин
Августин Суский (пол. Augustyn Suski, 8 ноября 1907 года, Шафляры, Малопольское воеводство, Польша — 25 мая 1942 года, концентрационный лагерь Освенцим, Польша) — польский поэт, общественный деятель, педагог и один из основателей подпольной организации «Татранская конфедерация» во время Второй мировой войны.

## Биография
Родился 8 ноября 1907 года в селе Шафляры в многодетной семье пекаря Людвика Суского. После окончания средней школы в городе Новы-Тарг, после чего обучался на философском факультете Ягеллонского университета. В 1929—1930 годах служил в Войске Польском. С 1927 года публиковал свои стихотворения и публицистические статьи в газете «Gazeta Podhalańska» и литературном журнале «Marchołt». Преподавал польский язык и историю народного движения в Польше в народных университетах в сёлах Михаловка около города Дубно и Ружин в окрестностях Ковеля. Был членом польского студенческой организации Народная академическая молодёжь (Akademicka Młodzież Ludowa) и польского Союза сельской молодёжи (Związek Młodzieży Wiejskiej) на Волыни.
До осени 1939 года проживал на Волыни. После присоединения Западной Украины в состав СССР бежал на Польшу и был схвачен на границе немецкими пограничниками. Содержался в тюрьме Щецина. 15 июня 1941 года был освобождён из заключения, после чего отправился в Подгалье, где вместе с Тадеушем Попеком и Ядвигой Апостол основал подпольную организацию «Татранская конфедерация» (подпольный псевдоним — Стефан Борус). Татранская конфедерация имела многочисленные группы на территории Подгалья. На конец 1941 года подпольная организация насчитывала около четырёхсот членов. Участвовал в издании газеты на немецком языке «Der Freie Deutsche», которая распространялась в Кракове, а также писал статьи в издаваемой Татранской конфедерации газеты «Na Placówce», где публиковал статьи против немецкой акции Гораленфольк.
Был арестован в январе 1942 года после доноса провокатора и агента гестапо Хайнца Вегнера. Содержался в тюрьме гестапо, которое находилась в отеле «Palace» в Закопане. В заключении подвергался пыткам. Потом находился в тюрьме города Тарнув, после был отправлен в концентрационный лагерь Освенцим (№ 27 399).
Скончался в Освенциме 24 мая 1942 года от истощения.

## Память
- В селе Шафляры находится памятник, посвящённый Августину Сускому;
- Его именем названа школа в селе Шафляры и центр сельскохозяйственного обучения в городе Новы-Тарг.

## Сочинения
- Listy ze wsi,  Marchołt, 1935
- Poezja Młodego Podhala, поэтический сборник, Kraków, 1937

Посмертное издание
- Utwory zebrane (Collected Works), Ludowa Spółdzielnia Wydawnicza, 1966